# Étienne Bâtard
Étienne Bâtard (Miramichi, ... – Halifax, 1760) è stato un nativo americano, capo tribù dei Mi'kmaq di Miramichi.

## Biografia
Combatté nella guerra di padre Le Loutre e prese parte agli scontri contro gli inglesi nella battaglia di Chignecto e nell'attacco di Jeddore. Vicino alla figura di Pierre Maillard, è proprio questi a ricordare in una sua lettera di averlo incontrato per la prima volta nel 1740 assieme al mercante  Edward How e ad un gruppo di mi'kmaq.
Nel settembre del 1750, mentre i francesi stavano cercando di impedire che gli inglesi costruissero Fort Lawrence e nel contempo costruivano Fort Beauséjour a breve distanza, i mi'kmaq di capo Étienne Bâtard si portarono presso Beauséjour e compirono dei raids contro gli inglesi. Il 15 ottobre, un gruppo di mi'kmaq travestiti da ufficiali francesi chiese di conferire con Edward How. Questa trappola, organizzata da Étienne Bâtard, gli diede l'opportunità di ferirlo gravemente ma non di ucciderlo come avrebbe voluto, anche se How morì poi cinque o sei giorni dopo, secondo quando riportato dal capitano Louis Leneuf de La Vallière che fu probabilmente testimone oculare del fatto.
Il 15 luglio 1751, dopo una serie di schermaglie, François-Xavier de Saint-Ours, ufficiale incaricato di sovrintendere ai movimenti degli indiani nella zona, scacciò Étienne Bâtard da Beauséjour, ma il capotribù con alcuni compagni rimase comunque nell'area del forte per poi lasciare il sito il 27 luglio, dopo essere stato visto dai francesi discutere con alcuni ufficiali inglesi.
Capo Étienne Bâtard riapparve nelle cronache nel 1753, come partecipante alla spedizione punitiva organizzata da Jean-Baptiste Cope, altro capo mi'kmaq, contro alcuni soldati di Halifax. Bâtard riuscì a salvare Anthony Casteel, l'unico sopravvissuto del gruppo, dagli altri mi'kmaq che, ubriachi, erano pronti ad ucciderlo. Il suo nome comparve nuovamente nella firma di alcuni trattati di pace conclusi nel 1760, fatti dopo i quali morì ad Halifax.